# Scirtothrips prosopis
Scirtothrips prosopis är en insektsart som beskrevs av Ian A. Hood 1939. Scirtothrips prosopis ingår i släktet Scirtothrips och familjen smaltripsar. Inga underarter finns listade i Catalogue of Life.